# Moncada y Reixach
Moncada y Reixach (oficialmente y en catalán Montcada i Reixac) es un municipio de España perteneciente a la provincia de Barcelona, en la comunidad autónoma de Cataluña. Ubicado en la comarca del Vallès Occidental, tiene una población de 37 153 habitantes (INE 2024).
El municipio forma parte del área metropolitana de Barcelona, (primera corona metropolitana), teniendo límite de manera directa con la gran urbe catalana de Barcelona, (comarca del Barcelonés), así como con otras grandes ciudades del Vallés Occidental de gran importancia industrial: Sardañola del Vallés, Ripollet, Santa Perpetua de Moguda, La Llagosta, San Fausto de Campcentellas, Santa Coloma de Gramanet y Badalona. La zona aislada de Gallecs, perteneciente también al municipio, limita con las poblaciones de Palau-solità i Plegamans y de Mollet del Vallès, siendo esta última perteneciente a la comarca del Vallés Oriental.
Como curiosidad arqueológica se haya también en su término municipal, y, compartiendo lindes con el de San Fausto de Campcentellas; el yacimiento íbero de 'Las Malezas'.
La economía tradicional del municipio se había basado siempre en la agricultura: viña, trigo, patatas, fresa y árboles frutales. Dada su ubicación estratégica tanto ferroviario como vial, al norte de Barcelona, desde 1917, se produciría una importante industrialización en la localidad con la instalación de diversas empresas, de alta importancia; entre las que destacaron la 'Fábrica de Cementos Asland' o la 'Ford - Motor Ibérica'.
Se establece como punto neurálgico de los enlaces ferroviarios de Barcelona, transcurriendo por dicha localidad tres líneas ferroviarias. La ciudad cuenta con cinco estaciones de ferrocarril en activo (Moncada Bifurcación, Moncada y Reixach-Manresa, Moncada y Reixach-Santa María, Moncada-Ripollet y Moncada y Reixach). Existe una sexta estación hoy inactiva denominada Moncada y Reixach-San Juan, con las que hay previsiones de terminar de desdoblar la actual vía única, para que vuelva a entrar en funcionamiento. Desde 2003 existe también una estación de Metro de Barcelona en el término municipal, se trata de la Línea 11 (Verde claro) con el nombre de Can Cuyás situada en el barrio de Can Cuyás.

## Símbolos

### Escudo
El escudo del municipio se define por el siguiente blasón:

Escudo en forma de losange con ángulos rectos: de gules, 8 bezantes de oro puestos en dos palos. Por timbre una corona de barón.

Fue aprobado el 1 de marzo de 1995 y publicado en el DOGC número 2023 el 13 de marzo de 1995.
El castillo de Moncada (siglo XI) se convirtió en el centro de una importante baronía, que en 1390 fue vendida a la ciudad de Barcelona. Los ocho bezantes de oro sobre camper de gules son las armas de los barones, la familia Moncada.

### Bandera

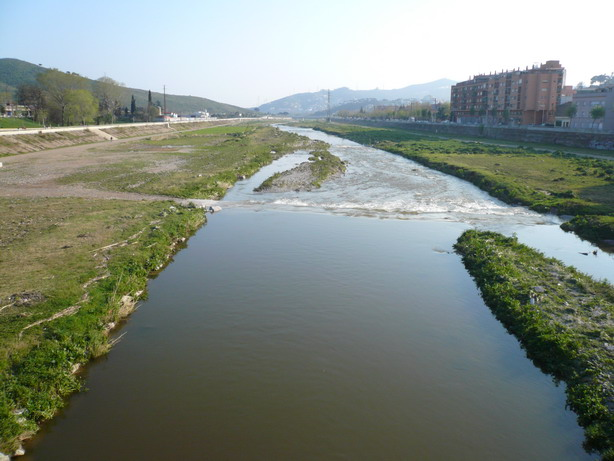
El río Besós en Moncada y Reixach

La bandera de Moncada y Reixach es apaisada, de proporciones dos de alto por tres de largo, roja con dos filas verticales cada una de cuatro discos amarillos de diámetro 1/6 de la altura del trapo, con una separación vertical de 1/12 y horizontal de 1/6 de la altura del paño. Todo el conjunto centrado sobre la divisoria entre el primer y el segundo tercio vertical.
La bandera fue aprobada el 9 de julio de 1995 y publicada en el DOGC número 2237 el 31 del mismo mes.
Leyenda
Se cuenta que, tras la conquista de la ciudad de Mallorca por Jaime I el Conquistador, mientras se perseguía a los árabes huidos a la sierra, se produjo una grave escasez de alimentos entre las tropas cristianas a la que se unía el ayuno obligado que imponía el tiempo de Cuaresma. Jaime I de Aragón había concedido al rey árabe un plazo de ocho días para rendirse con todos sus efectivos, pero al sexto día los cristianos comenzaron a dispersarse a la búsqueda de algo para comer. Entonces llegó la noticia de que Hugo de Moncada había conseguido arrebatar al enemigo cierta comida y hacia su tienda se dirigió el rey acompañado de su séquito. Don Hugo recibió al rey cortésmente, se quitó su capa de color grana y colocó encima de ella el ansiado botín, que solo consistía en siete panes. Sin embargo, tras la bendición correspondiente, el pan repartido alcanzó abundante y milagrosamente a todos los presentes, que eran más de cien, con lo que pudieron resistir dos días más y conseguir la rendición incondicional de todos los árabes fugitivos.
En memoria de este suceso, Jaime I de Aragón habría concedido a Hugo de Moncada el blasón de siete panes de oro en campo de grana.

### Geografía
Está formado por los siguientes barrios: Montcada Centro, Vallensana-Reixach, Santa Elvira-Can Cuyás, Bifurcación-Can San Juan, Montcada Nueva-Carrerada, Font Pudenta, La Valentine-La Ribera, El Gururú-Mas Durán, Mas Rampinyo, Can Pomada, Plano de Coll y Santa María de Montcada.

## Toponimia
Moncada, en la documentación antigua Mons catanus (siglo X), significaba probablemente montaña de enebros mientras que Reixach, en la documentación antigua (villa) Rexago (siglo X) es de origen incierto. En las enciclopedias y documentos oficiales de inicios del siglo XIX ya aparece normalizado el término Moncada y Reixach.
Hasta la reforma de la nomenclatura municipal de 1916 el municipio se llamaba simplemente Moncada. En dicha fecha su nombre fue modificado por el de Moncada y Reixach. Posteriormente pasó a denominarse Montcada i Reixac.

## Historia
Guerra Civil
El cementerio de Montcada se encuentra la fosa más grande de la violencia republicana en la retaguardia de Cataluña. En un pequeño parterre de césped donde crecen una palmera y tres arbustos ornamentales, empotrado entre paredes de nichos y donde se aparcan las herramientas del encargado del cementerio. Este rincón ajardinado pasa desapercibido, sin ninguna señal que indique que bajo tierra hay unos 700 cadáveres no identificados, personas ejecutadas entre julio de 1936 y abril de 1937.
Los partidarios de la República asesinaron a cerca de 1300 personas por ser consideradas afines al alzamiento militar contra la República, muertas en su gran mayoría por patrullas de la CNT-FAI y ERC. Es la fosa más grande de la violencia en la retaguardia republicana en Cataluña. Tras la Guerra, las autoridades franquistas exhumaron unos 1200 cadáveres en Montcada; de estos, aproximadamente 700 no pudieron ser identificados. El número de víctimas fue mucho más elevado porque parte de los ejecutados eran posteriormente incinerados en los hornos de la vecina cementera Asland-Lafarge. Como explican los investigadores locales Ricard Ramos y Josep Bacardit en el libro 940 días. La guerra civil en Montcada i Reixac.
No hay ningún elemento informativo ni señalización que indique que hay una fosa de la Guerra Civil. En un muro hay una placa de piedra en un pésimo estado, de 1943, en la que a duras penas puede leerse un tributo a 23 vecinos de Batea (Tarragona) “transportados y vilmente asesinados el 27 de octubre de 1936 en este cementerio”.
La ley catalana de 2009 de localización e identificación de las personas desaparecidas durante la Guerra Civil y la dictadura obliga a preservar la memoria de las víctimas de los dos bandos: “El Gobierno de la Generalitat ha de impulsar un protocolo de actuación para dignificar las fosas comunes en los cementerios municipales y destinar los recursos necesarios para llevar a cabo este protocolo, si es necesario, con la colaboración de los ayuntamientos respectivos”. El Ayuntamiento de Montcada confirma que no ha habido nunca ningún plan para instalar placa informativa o conmemorativa alguna. El único intento de establecer un monumento fue por parte de Falange, en los inicios de la posguerra, aunque no se llegó a materializar.
La Dirección General de Memoria Democrática de la Generalidad informó en 2019 no está prevista ninguna intervención en la fosa del cementerio de Montcada. Por lo que respecta a la posibilidad de exhumar los cadáveres sin identificar en Montcada, el Departamento de Justicia del gobierno catalán recuerda que “se establece la apertura de nuevas fosas a partir de criterios técnicos, como las peticiones de familiares, los hallazgos de restos en superficie o el grado de documentación de la existencia de una fosa”.
Los catedráticos de Historia Contemporánea Joan Villarroya y Josep Maria Solé Sabaté, en el libro Violencia y represión en la retaguardia catalana (1936-1939), argumentan las razones de la especial violencia de la CNT-FAI en Montcada: “Los pelotones de los comités de Montcada, Cerdanyola y Ripollet, formados al abrigo de las fábricas de Asland en Montcada y la Uralita de Cerdanyola”, fueron represaliados tras el alzamiento anarquista de 1933 en Ripollet, un hecho que “profundizó todavía más las diferencias políticas”. Una veintena de los ejecutados en el cementerio eran vecinos de Montcada, dice Ramos, mientras que el resto procedía de toda Cataluña. Ramos subraya que aquellos hechos supusieron un trauma en Montcada, por la participación de gente del pueblo, por “la complicidad de la mayoría de obreros anarquistas de la Asland” y porque los más viejos recuerdan “cómo contaban los muertos por los tiros de gracia de madrugada”.
Los ejecutados en Montcada eran principalmente religiosos y hombres de la Lliga, el partido del catalanismo moderado de Francesc Cambó, pero también empresarios, propietarios agrícolas, abogados, farmacéuticos o comerciantes.
La mayoría de los fusilados nunca han sido identificados. Vilarroya y Solé Sabaté recogieron algunas de las descripciones judiciales que se realizaron de los cadáveres exhumados para poder identificarlos a partir de los datos que enviaban familiares, como es el caso de Josep Bardella Paul, oriundo de San Sadurní de Noya: “Un pañuelo con las iniciales A. B. Otro pañuelo con las mismas iniciales; un lápiz de madera con las letras 'Empre buenas cosechas'; una caja de cerillas de cinco céntimos; una peseta de plata; tres caliqueños y medio”. Las iniciales A. B. podrían responder a las de su hermano Antoni Bardella, exconcejal de la Lliga y comerciante que fue ejecutado en julio de 1936 en Vallirana.
La mayoría de fusilados en Montcada no fueron identificados y volvieron a ser inhumados. Es el caso de los despojos de una mujer, la descripción de la cual aparece transcrita en la obra de Villarroya y Solé i Sabaté: “Estuche de cuero marrón nuevo y sin lentes; dos pañuelos blancos muy usados sin iniciales; una goma de borrar lápiz; un estuche para guardar agujas de coser de pasta amarilla y morada; un lápiz de madera; todo esto mencionado se encontraba en el cadáver de una mujer de unos 35 a 40 años que llevaba un vestido oscuro estampado”.

## Demografía
Moncada y Reixach cuenta con una población de 37 153 habitantes (INE 2024).

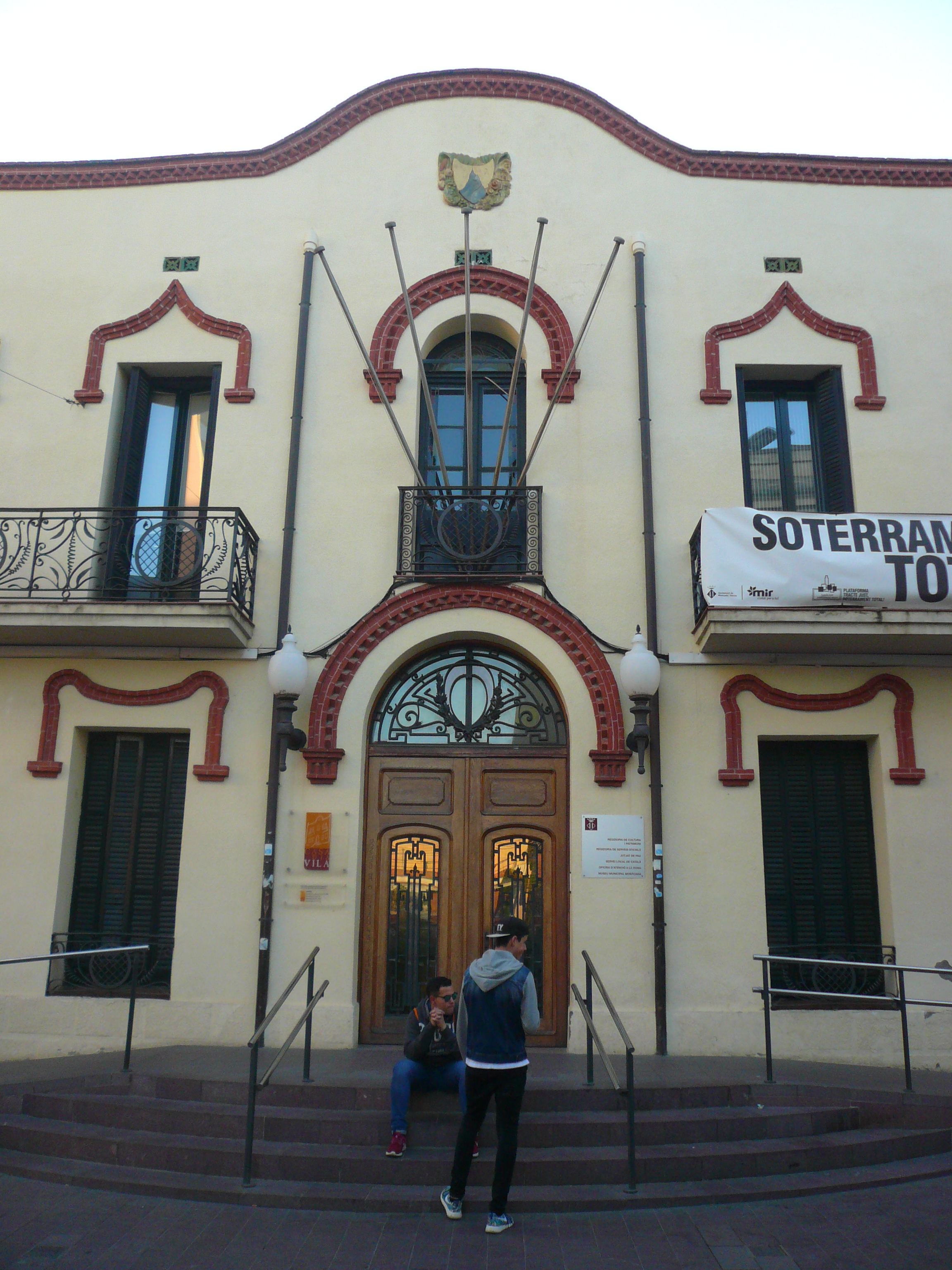
Ayuntamiento de Moncada y Reixach

| Gráfica de evolución demográfica de Moncada y Reixach entre 1842 y 2021                                             |
| |
| Población de derecho según los censos de población del INE Población de hecho según los censos de población del INE |

## Administración y política
| Periodo   | Nombre                      | Partido | Partido                                         |
| --------- | --------------------------- | ------- | ----------------------------------------------- |
| 1979-1983 | José María Campos Fernández |         | Partit Socialista Unificat de Catalunya (PSUC)  |
| 1983-1991 | José María Campos Fernández |         | Partit dels i les Comunistes de Catalunya (PCC) |
| 1991-1995 | José María Campos Fernández |         | Proposta d'Esquerres per Catalunya (PEC)        |
| 1995-1999 | José María Campos Fernández |         | Iniciativa per Catalunya Verds (ICV)            |
| 1999-2010 | César Arrizabalaga Zabala   |         | Partit dels Socialistes de Catalunya (PSC)      |
| 2010-2015 | María Elena Pérez           |         | Partit dels Socialistes de Catalunya (PSC)      |
| 2015-2019 | Laura Campos Ferrer         |         | Iniciativa per Catalunya Verds (ICV)            |
| 2023-act  | Bartolomé Egea Sabaté       |         | Partit dels Socialistes de Catalunya (PSC)      |

| Partido político                                         | 2023  | 2023  | 2023       | 2019  | 2019  | 2019       | 2015  | 2015  | 2015       | 2011  | 2011  | 2011       | 2007  | 2007  | 2007       |
| Partido político                                         | %     | Votos | Concejales | %     | Votos | Concejales | %     | Votos | Concejales | %     | Votos | Concejales | %     | Votos | Concejales |
| Partit dels Socialistes de Catalunya (PSC)               | 28,65 | 3839  | 7          | 21,96 | 3348  | 6          | 16,11 | 2240  | 4          | 30,43 | 3631  | 7          | 39,37 | 4586  | 9          |
| En Comú Podem (ECP)-Iniciativa per Catalunya Verds (ICV) | 22,25 | 2982  | 5          | 24,41 | 3722  | 7          | 15,24 | 2120  | 3          | 16,87 | 2013  | 4          | 18,72 | 2180  | 4          |
| Esquerra Republicana de Catalunya (ERC)                  | 17,76 | 2380  | 4          | 19,45 | 2966  | 5          | 13,03 | 1812  | 3          | 6,08  | 726   | 1          | 9,06  | 1055  | 2          |
| Partit Popular de Catalunya (PP)                         | 8,04  | 1078  | 2          | 3,69  | 563   | 0          | 6,45  | 897   | 1          | 14,52 | 1733  | 3          | 12,30 | 1433  | 2          |
| Vivim Montcada i Reixac (ViviMiR)                        | 7,77  | 1041  | 2          | 4,31  | 658   | 0          | —     | —     | —          | —     | —     | —          | —     | —     | —          |
| Vox                                                      | 6,88  | 922   | 1          | 1,75  | 268   | 0          | —     | —     | —          | —     | —     | —          | —     | —     | —          |
| Ciutadans (CS)                                           | 1,79  | 240   | 0          | 10,41 | 1587  | 3          | 15,24 | 2120  | 4          | 6,28  | 749   | 1          | —     | —     | —          |
| Junts per Catalunya (JxC)-Convergència i Unió (CiU)      | 4,71  | 631   | 0          | 4,74  | 723   | 0          | 9,71  | 1350  | 2          | 19,33 | 2306  | 5          | 17,65 | 2056  | 4          |
| Candidatura d'Unitat Popular (CUP)                       | —     | —     | —          | 4,80  | 732   | 0          | 7,12  | 990   | 1          | —     | —     | —          | —     | —     | —          |
| Círculo Montcada                                         | —     | —     | —          | —     | —     | —          | 11,66 | 1621  | 3          | —     | —     | —          | —     | —     | —          |